# Liste der Nummer-eins-Hits in Finnland (1965)
Dies ist eine Liste der Nummer-eins-Hits in Finnland im Jahr 1965. Sie basiert auf den offiziellen Single Top, die im Auftrag von Musiikkituottajat, der finnischen Landesgruppe der IFPI, erstellt werden.

## Singles
| | Liste der Nummer-eins-Hits in Finnland | Liste der Nummer-eins-Hits in Finnland | Liste der Nummer-eins-Hits in Finnland | 1966 →                    |
| \| Zeitraum \| Wo. ges. \| Interpret \| Titel Autor(en) \| Zusätzliche Informationen \| \| (Zeitraum, Wochen auf Platz eins, Interpret, Titel, Autor[en], zusätzliche Informationen) \| \| \| \| \| \| ----------------------------------------------------------------------------------------- \| -------- \| ----------------------- \| ------------------------------- \| ------------------------- \| \| Januar 1965 – März 1965 3 Monate \| 3 \| Kari Kuuva \| Tango Pelargonia \| – \| \| April 1965 1 Monat \| 1 \| The Beatles \| Rock and Roll Music Chuck Berry \| – \| \| Mai 1965 1 Monat \| 1 \| Kari Kuuva \| Pikku Nina \| – \| \| Juni 1965 – Juli 1965 2 Monate \| 2 \| Katri Helena \| Minne tuuli kuljettaa \| – \| \| August 1965 – Oktober 1965 3 Monate \| 3 \| Lenne and The Lee Kings \| Stop the Music \| – \| \| November 1965 1 Monat \| 1 \| Seppo Hanski \| Dona Dona \| – \| \| Dezember 1965 – Januar 1966 2 Monate \| 2 \| The Beatles \| Yesterday Lennon/McCartney \| – \| |                                        |                                        |                                        |                           |
| |                                        |                                        |                                        | → 1966 →                  |
| Zeitraum | Wo. ges.                               | Interpret                              | Titel Autor(en)                        | Zusätzliche Informationen |
| (Zeitraum, Wochen auf Platz eins, Interpret, Titel, Autor[en], zusätzliche Informationen) |                                        |                                        |                                        |                           |
| Januar 1965 – März 1965 3 Monate | 3                                      | Kari Kuuva                             | Tango Pelargonia                       | –                         |
| April 1965 1 Monat | 1                                      | The Beatles                            | Rock and Roll Music Chuck Berry        | –                         |
| Mai 1965 1 Monat | 1                                      | Kari Kuuva                             | Pikku Nina                             | –                         |
| Juni 1965 – Juli 1965 2 Monate | 2                                      | Katri Helena                           | Minne tuuli kuljettaa                  | –                         |
| August 1965 – Oktober 1965 3 Monate | 3                                      | Lenne and The Lee Kings                | Stop the Music                         | –                         |
| November 1965 1 Monat | 1                                      | Seppo Hanski                           | Dona Dona                              | –                         |
| Dezember 1965 – Januar 1966 2 Monate | 2                                      | The Beatles                            | Yesterday Lennon/McCartney             | –                         |

Siehe auch: Nummer-eins-Hits 1965 in  Australien, Belgien, Deutschland, Frankreich, Irland, Italien, Kanada, den Niederlanden, Norwegen, Österreich, Spanien, den Vereinigten Staaten und im Vereinigten Königreich.